# New Pine Creek (California)
New Pine Creek es un lugar designado por el censo ubicado en el condado de Modoc en el estado estadounidense de California. En el año 2010 tenía una población de 98 habitantes.

## Geografía
New Pine Creek se encuentra ubicado en las coordenadas 41°58′1″N 120°18′55″O / 41.96694, -120.31528.